# Rhopalomenia glandulosa
Rhopalomenia glandulosa is een Solenogastressoort uit de familie van de Rhopalomeniidae. De wetenschappelijke naam van de soort is voor het eerst geldig gepubliceerd in 2006 door Eisenhut & Salvini-Plawen.